# Po tamtej stronie chmur
Po tamtej stronie chmur (wł. Al di là delle nuvole) – włosko-francusko-niemiecki dramat obyczajowy z 1995 roku w reżyserii Wima Wendersa i Michelangelo Antonioniego.
Film składa się z czterech osobnych nowel, z których każda opowiada historię odrębnych bohaterów osadzoną w innym miejscu. Zdjęcia kręcono w Ferrarze, Portofino, Paryżu i Aix-en-Provence.

## Obsada
- Fanny Ardant jako Patricia
- Chiara Caselli jako Olga
- Irène Jacob jako dziewczyna
- John Malkovich jako reżyser
- Sophie Marceau jako dziewczyna
- Vincent Pérez jako Niccolo
- Jean Reno jako Carlo
- Kim Rossi Stuart jako Silvano
- Inés Sastre jako Carmen
- Peter Weller jako małżonek
- Jeanne Moreau jako przyjaciółka
- Marcello Mastroianni